# Gmina Hażlach
Die Gmina Hażlach ist eine Landgemeinde im Powiat Cieszyński der Woiwodschaft Schlesien in Polen. Ihr Sitz ist das gleichnamige Dorf (deutsch Haslach) mit etwa 2250 Einwohnern.
Die Gemeinde gehört zur Euroregion Teschener Schlesien (polnisch Śląsk Cieszyński).

## Geographie

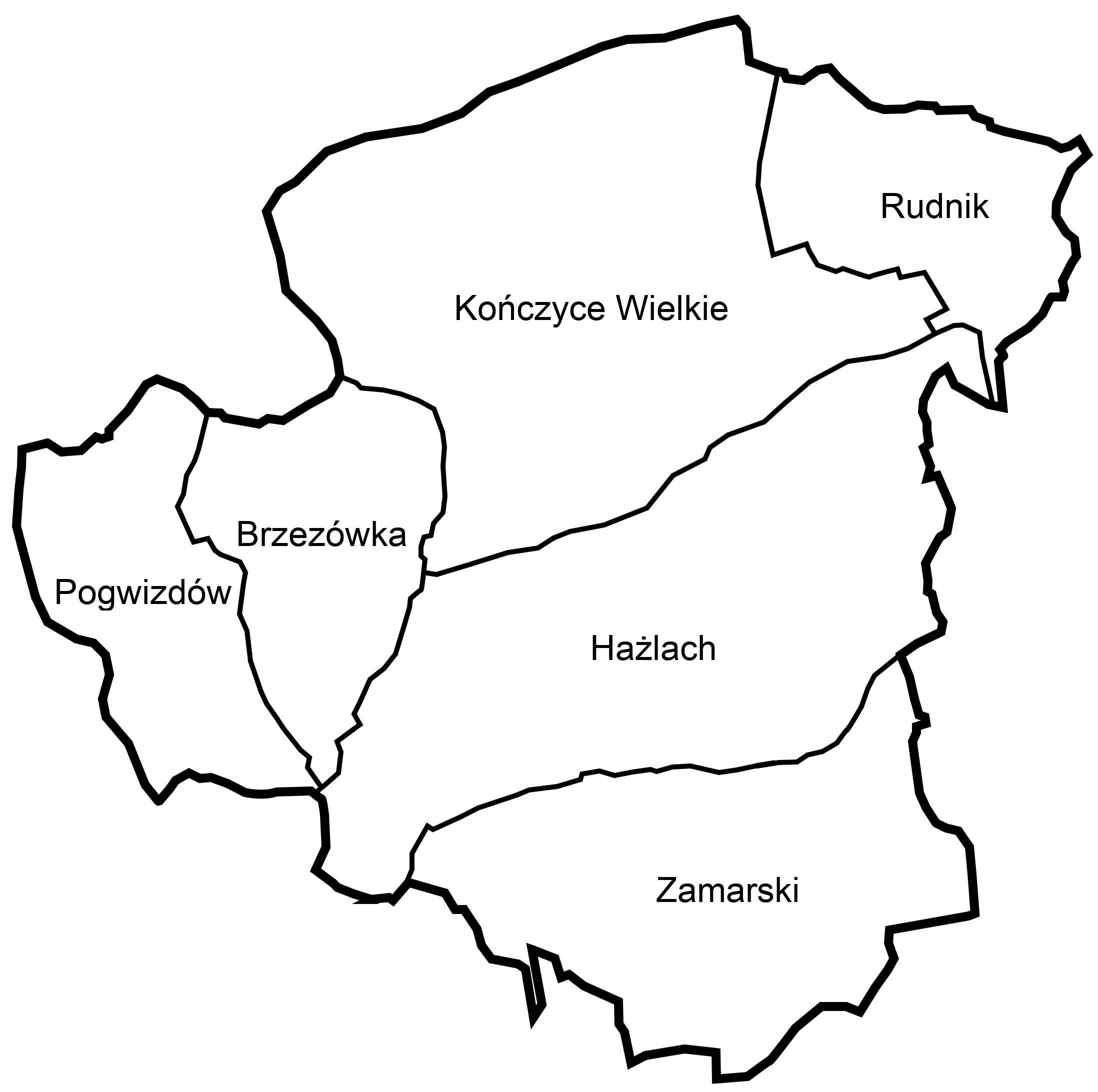
Dörfer der Gemeinde Hażlach

Die Gemeinde liegt im Süden der Woiwodschaft und grenzt an Tschechien. Bielsko-Biała liegt etwa 25 Kilometer östlich, Katowice 60 Kilometer nördlich. Nachbargemeinden sind Zebrzydowice im Norden, Strumień im Nordosten, Dębowiec im Südosten, die Kreisstadt Cieszyn (Teschen) im Südwesten und Stonava in Tschechien im Westen.
Die Landschaft gehört zum Übergang vom Schlesischen Vorgebirge (Pogórze Śląskie) im Süden zum Ostrauer Becken (Kotlina Ostrawska) im Norden. Auf Gemeindegebiet entspringt die Piotrówka, die zur Olza (Olsa) entwässert.

## Geschichte
Die Landgemeinde wurde 1947 gebildet, 1954 in Gromadas aufgelöst und 1973 wieder gebildet. Zwei Jahre später kam sie von der Woiwodschaft Katowice zur Woiwodschaft Bielsko-Biała, der Powiat wurde aufgelöst. Die Namensschreibung wurde 1997 von Haźlach in Hażlach geändert. Zum 1. Januar 1999 kam die Gemeinde zur Woiwodschaft Schlesien und wieder zum Powiat Cieszyński.

## Gliederung
Zur Landgemeinde (gmina wiejska) Hażlach gehören sechs Dörfer mit einem Schulzenamt (sołectwo; deutsche Namen):
Brzezówka (Brzezuyka)
Hażlach (Haslach)
Kończyce Wielkie (Groß-Kuntschitz)
Pogwizdów (Pogwisdau)
Rudnik (Rudnik)
Zamarski (Zamarsk)

## Politik

### Gemeindevorsteher
An der Spitze der Verwaltung steht der Gemeindevorsteher. Seit 2014 ist dies Grzegorz Sikorski, der damals Karol Folwarczny ablöste. Er gehört dem Wahlkomitee „Einwohner der Gemeinde Hażlach“ an. Bei der turnusmäßigen Wahl 2024 ergab sich folgendes Stimmenergebnis.
- Grzegorz Sikorski (Wahlkomitee „Einwohner der Gemeinde Hażlach“) 67,4 % der Stimmen
- Klaudiusz Zawada (Wahlkomitee „Sichere und freundliche Gemeinde Hażlach“) 36,8 % der Stimmen

Damit wurde Amtsinhaber Sikorski bereits im ersten Wahlgang wiedergewählt.
Bei der turnusmäßigen Wahl 2018 wurde folgendes Ergebnis ermittelt:
- Grzegorz Sikorski (Wahlkomitee „Einwohner der Gemeinde Hażlach“) 78,1 % der Stimmen
- Aleksander Matysiak (Wahlkomitee „Gemeinsam für die Einwohner“) 21,9 % der Stimmen

Damit wurde Amtsinhaber Sikorski bereits im ersten Wahlgang wiedergewählt.

### Gemeinderat
Der Gemeinderat von Goleszów besteht aus 15 Mitgliedern, die in Einpersonenwahlkreisen direkt gewählt werden. Die Wahl 2024 führte zu folgendem Ergebnis:
- Wahlkomitee „Einwohner der Gemeinde Hażlach“ 55,2 % der Stimmen, 9 Sitze
- Wahlkomitee „Sichere und freundliche Gemeinde Hażlach“ 43,6 % der Stimmen, 6 Sitze
- Übrige 1,2 % der Stimmen, kein Sitz

Die Wahl 2018 führte zu folgendem Ergebnis:
- Wahlkomitee „Einwohner der Gemeinde Hażlach“ 50,3 % der Stimmen, 12 Sitze
- Wahlkomitee „Gemeinsam für die Einwohner“ 49,7 % der Stimmen, 3 Sitze

## Verkehr
Durch die Gemeinde verlaufen die Woiwodschaftsstraßen DW937 nach Jastrzębie-Zdrój (Bad Königsdorff-Jastrzemb) und die DW938 nach Cieszyn (Teschen).